# Poslední píseň (film, 2007)
Poslední píseň (v anglickém originále Four Last Songs) je britský dramatický film z roku 2007. Režisérem filmu je Francesca Joseph. Hlavní role ve filmu ztvárnili Stanley Tucci, Rhys Ifans, Hugh Bonneville, Jena Malone a Jessica Hynes.

## Obsazení
| Stanley Tucci   | Larry             |
| Rhys Ifans      | Dickie            |
| Hugh Bonneville | Sebastian Burrows |
| Jena Malone     | Frankie           |
| Jessica Hynes   | Miranda           |
| Karl Johnson    | Erico             |
| Virgile Bramly  | Narcisco Ortega   |
| Marisa Paredes  | Veronica          |